# Atlantide Desrochers
Pour les articles homonymes, voir Desrochers.

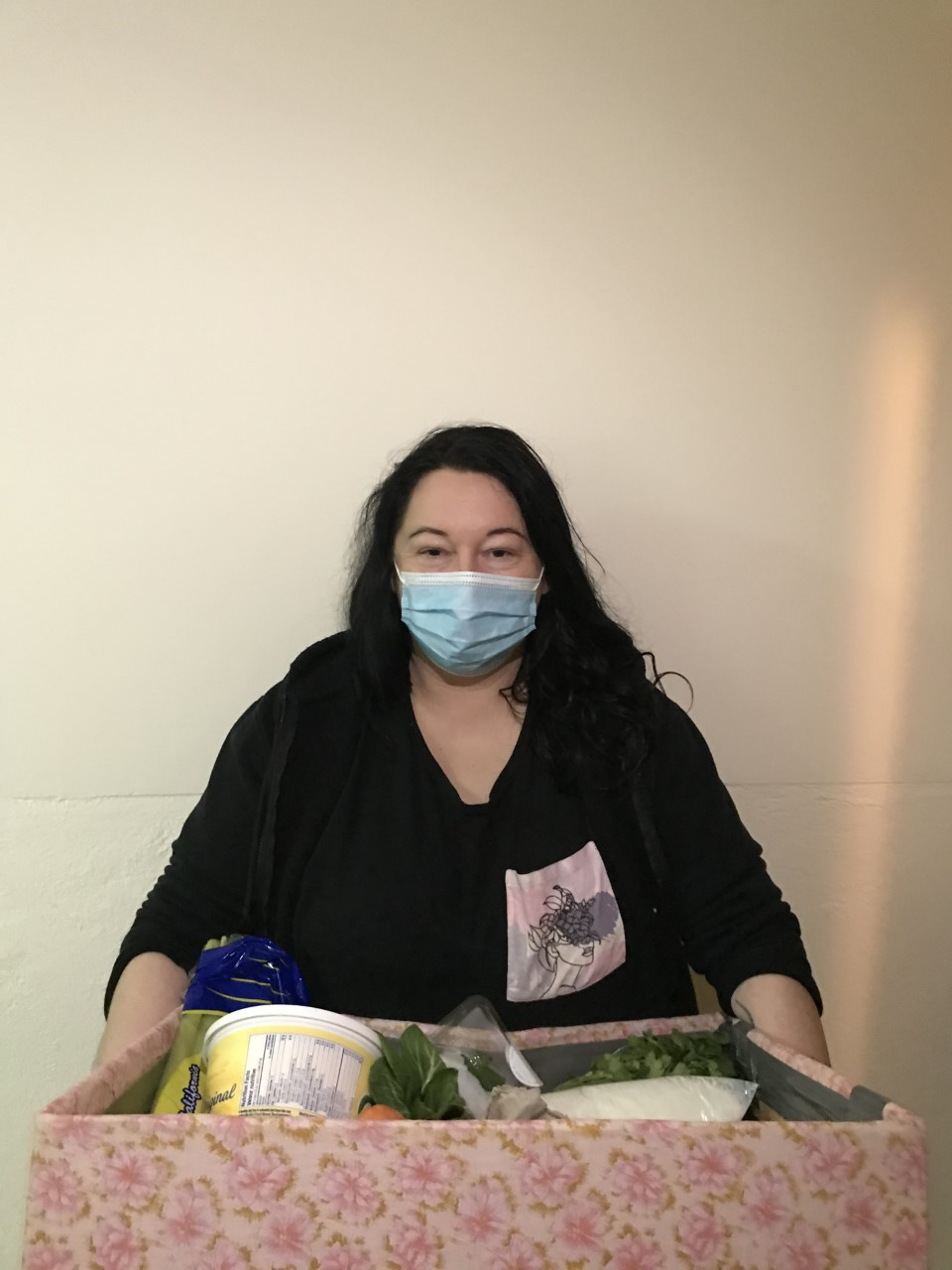
Atlantide Desrochers lors d'une distribution.

Atlantide Desrochers, née Atlantide Larouche le 8 février 1976 à Québec au Canada, est une autrice et une militante luttant contre le gaspillage alimentaire au Québec. Elle est la fondatrice de l'organisme Partage et solidarité.

## Biographie
Atlantide Desrochers est née à Québec, au Canada, le 8 février 1976. Elle grandit en Bretagne où, toute son enfance, l’écriture et la lecture constituent ses principaux passe-temps.
Sa mère, qui est professeur de français, lui apprend à lire et à écrire dès l’âge de 4 ans. Elle saute une classe et rentre au collège à 10 ans et demi. Elle participe à plusieurs concours de poésie régionaux tout en poursuivant sa scolarité. Peu à peu, elle se désintéresse de l’école pour se diriger vers l’écriture et le journalisme.
À l’âge de seize ans, avide de justice sociale, Atlantide quitte l’école pour devenir correspondante de presse. Elle travaille pour un quotidien local avant de retourner dans son pays natal. Elle s'installe à Montréal en 1996.
En 1999, elle publie à compte d’auteur son premier recueil de poèmes intitulé L'Exhumoir de mes 13 ans.
Elle reste silencieuse pendant quelques années, mais continue d’écrire sur les sujets qui la touchent. Elle met 4 enfants au monde, dont le petit dernier perd tragiquement la vie à la naissance, ce qui la ramène peu à peu vers l’envie de s’exprimer sur des blogues, dont celui de Parents orphelins.
En 2015, elle crée un blog littéraire dans lequel elle partage son univers.
En 2016, elle crée l’organisme « Partage et solidarité » afin d’offrir un soutien alimentaire aux plus démunis. Parallèlement, elle entame d’importantes démarches dans la lutte contre le gaspillage alimentaire au Québec.
En 2018, elle signe un premier roman, Générations transatlantiques, suivi en 2020 de Caeroc, les origines.
Atlantide vit aujourd'hui à Montréal, où elle continue d’écrire tout en poursuivant ses démarches dans la lutte contre le gaspillage alimentaire,.

## Actions
Atlantide Desrochers est l'une des personnes à l’origine d’une pétition lancée en 2019 demandant à la Ville de Montréal d’adopter des mesures pour mettre fin au gaspillage alimentaire et à la destruction de denrées encore propres à la consommation par les commerces. Elle utilise le droit d’initiative citoyenne pour enclencher le processus, et rassemble tous les acteurs du milieu autour du projet. Après avoir été approuvée par le greffe de la Ville, cette dernière a été disponible en ligne du 19 août au 16 novembre 2020. Grâce au travail de collaboration de nombreuses personnes et d'organismes, la pétition a recueilli 15 848 signatures ce qui dépasse le minimum des 15 000 signatures en 90 jours exigible à la tenue d’une consultation publique,.
Après avoir participé au lancement de la première consultation publique sur le gaspillage en Amérique du Nord, Atlantide a ensuite lancé, le 13 septembre 2020, une pétition demandant au gouvernement du Québec d’interdire aux commerces, aux institutions et aux industries de jeter de la nourriture encore consommable. À son échéance, trois mois plus tard, la pétition comptait près de 8 500 signatures et la députée Ruba Ghazal l’a présentée à l’Assemblée nationale du Québec le 3 février 2021.
Partage et solidarité permet à Atlantide Desrochers de récupérer les invendus d’une cinquantaine de commerçants, soit 40 tonnes d’invendus récupérés mensuellement. Elle a mis sur pied plusieurs comptoirs alimentaires nomades qui, en 2022, permettent à Partage & Solidarité de distribuer près de 4000 paniers alimentaires gratuits aux plus démunis tous les mois. Elle instaure le principe du sans justificatif dans tous ses comptoirs. La plateforme de prise de RV Gorendezvous lui offre alors son aide, permettant la réservations des paniers alimentaires gratuits en ligne, afin de favoriser l’anonymat et simplifier la démarche des bénéficiaires.
Atlantide Desrochers souhaite que le Québec imite la France qui, en 2016, a adopté une loi anti-gaspillage. Elle voudrait que le Québec devienne pionnier en Amérique du Nord dans la lutte contre le gaspillage en instaurant des programmes entre les organismes et les commerçants, tout en interdisant aux commerçants et restaurateurs de jeter ou de saccager la nourriture viable non vendue.

## Publications
- 1999 : L'Exhumoir de mes 13 ans (OCLC 43279682), recueil de poésie
- 2018 : Générations transatlantiques  (ISBN 9782372862189), roman
- 2019 : Caeroc les origines  (ISBN 9782372862387), roman

## Prix littéraires
- prix de la Société des poètes et artistes de France (SPAF)[1]
- prix de la Société des amitiés poétiques de France[1]